# Cabiria
Cabiria este un film mut italian din 1914 regizat de  Giovanni Pastrone (1883–1959) și care a fost turnat în Torino. Acțiunea filmului are loc în Sicilia antică, în Cartagina și Cirta în timpul celui de-al doilea război punic (218–202 î.Hr.). Prezintă povestea melodramatică a unei fetițe răpite, Cabiria și, de asemenea, erupția vulcanului Etna, ritualuri religioase odioase în Cartagina, trecerea prin munți a lui Hannibal, înfrângerea lui Arhimede de către flota romană în timpul Asediului Siracuzei și manevrele lui Scipio în nordul Africii. În afară de faptul că filmul este un clasic al cinematografiei mondiale,  este, de asemenea, notabil ca primul film în care apare personajul Maciste, un erou de lungă durată. Potrivit lui Martin Scorsese, prin această peliculă Pastrone a inventat filmul epic  și este autorul mai multor inovații de multe ori atribuite lui D.W. Griffith și Cecil B. DeMille. Este printre primii regizori care au folosit camera de înregistrat în mișcare, eliberând astfel filmul narativ de "privirea statică".
Fundalul istoric și personajele poveștii sunt bazate pe lucrarea lui Titus Livius Ab Urbe Condita (scrisă în cca. 27–25 î.Hr.). În plus, scenariul se bazează parțial pe romanul lui Gustave Flaubert din 1862 Salammbo și pe cel al lui Emilio Salgari din 1908 Cartagine in fiamme (Cartagina în flăcări).

## Distribuție
- Carolina Catena ... Cabiria, copilă
- Émile Vardannes ... Batto, tatăl Cabiriei
- Gina Marangoni ... Croessa, asistenta  Cabiriei
- Lidia Quaranta ... Cabiria, ca adult
- Dante Testa ... Karthalo, Marele Preot din Cartagina
- Umberto Mozzato ... Fulvio (Fulvius)  Axilla, patrician roman și spion
- Bartolomeo Pagano ... Maciste, sclavul lui Axilla
- Raffaele di Napoli ... Bodastoret, an hangiu
- Émile Vardannes ... Hannibal*,  general cartaginez
- Edoardo Davesnes ... Hasdrubal*, general cartaginez; fratele lui Hannibal
- Italia Almirante-Manzini ... Sofonisba* (Sophonisba), fiica lui Hasdrubal
- Alessandro Bernard ... Siface* (Syphax), Regele din Cirta
- Luigi Chellini ... Scipione* (Scipio), consul roman și general
- ?????????? ... Lelius* (Gaius Laelius), prieten și sub-comandant al lui Scipio
- Vitale Di Stefano ... Massinissa* (Masinissa), rege al Numidiei
- Enrico Gemelli ... Archimede* (Arhimede), inginer grec și filozof
- Ignazio Lupi ... Arbace

## Legături externe
- Cabiria la Internet Movie Database
- Cabiria la Allmovie
- Roger Ebert review Arhivat în 10 septembrie 2012, la Wayback Machine.
- Cabiria : Visione storica del terzo secolo A. C. la Proiectul Gutenberg it
- Cabiria este disponibil pentru descărcare gratuită la Internet Archive [mai mult]
- Original Handbill for Cabiria (1914) available at the Internet Archive

## Vezi și
- Film peplum#Seria de filme mute cu Maciste (1914–1927)
- Listă de filme istorice din anii 1910
- Listă de filme despre Roma antică
- 1914 în film